# Fokker F.32
Fokker F.32 là một loại máy bay chở khách, do Fokker Aircraft Corporation of America chế tạo năm 1929 tại nhà máy ở Teterboro, New Jersey.

## Quốc gia sử dụng
Hoa Kỳ
- Universal Air Lines
- Quân đoàn Không quân Lục quân Hoa Kỳ
- Western Air Express

## Tính năng kỹ chiến thuật
Dữ liệu lấy từ The Illustrated Encyclopedia of Propeller Airliners
Đặc tính tổng quát
- Kíp lái: 2 - 3
- Sức chứa: 

  - 32 ghế ngồi
  - 16 ghế ngủ
- Chiều dài: 69 ft 10 in (21,29 m)
- Sải cánh: 99 ft 0 in (30,18 m)
- Chiều cao: 16 ft 6 in (5,03 m)
- Động cơ: 4 × Pratt & Whitney Hornet , 575 hp (429 kW)  mỗi chiếc
- Cánh quạt: 3-lá

Hiệu suất bay
- Vận tốc cực đại: 122 kn; 225 km/h (140 mph)